# أنا من اليابان
أنا من اليابان (باليابانية: ジモトがジャパン، بالروماجي: Jimoto ga Japan) (بالإنجليزية: I'm From Japan)‏ هي سلسلة مانغا يابانية من تأليف ورسم سيجي هاياشي، نشرت من شوئيشا في مجلة شونن جمب الأسبوعية في 5 سبتمبر عام 2018 حتى 27 مايو عام 2019، ثم نقلت إلى مجلة سايكيو جمب ‏ في 1 يونيو عام 2019، اقتبست إلى أنمي تلفزيوني من قبل استوديو ODDJOB، عرض الأنمي في 8 أبريل عام 2019 واستمر عرضه حتى 23 مارس 2020، على تلفزيون طوكيو، وتكون من 50 حلقة.

## القصة
غادر توكيو أبيكو مسقط رأسه في محافظة ياماغاتا لدخول المدرسة في مدينة طوكيو. في يومه الأول، واجه أحد زملائه، وهو صبي غريب يدعى جابان هينوموتو. سرعان ما تدرك أن جابان هي سيد فنون القتالية الغريبة جدًا.

## الشخصيات
جابان هينوموتو
مؤدية الصوت: مينامي تاكاياما
توكيو أبيكو
مؤدي الصوت: كوتارو نيشياما
هيدي
مؤدي الصوت: واتارو هاتانو
ماسوراو كيكوتشي
مؤدي الصوت: تيشو غيندا
كومانشي يوزي
مؤدية الصوت: رينا أويدا

## وصلات خارجية
- أنا من اليابان على موقع ANN manga (الإنجليزية)

- أنا من اليابان عند Shōnen Jump
- موقع الأنمي الرسمي (باليابانية)